# Marco Cavagna
| 7199 Brianza[1] | 28 de março de 1994     |
| 7848 Bernasconi[2] | 11 de janeiro de 1997   |
| 8106 Carpino[2] | 23 de dezembro de 1994  |
| 8935 Beccaria[2] | 11 de janeiro de 1997   |
| 13777 Cielobuio[2] | 20 de outubro de 1998   |
| Donati[1] | 18 de março de 1994     |
| 19287 Paronelli[2] | 22 de fevereiro de 1996 |
| 2[4] | 2 de dezembro de 1996   |
| (23571) 1995 AB[5] | 1 de janeiro de 1995    |
| (31254) 1998 DK[6] | 27 de fevereiro de 1998 |
| (33035) 1997 SZ[2] | 27 de setembro de 1997  |
| (33151) 1998 DY[7] | 25 de fevereiro de 1998 |
| 35316 Monella[2] | 11 de janeiro de 1997   |
| (55854) 1996 VS[6] | 8 de novembro de 1996   |
| (69971) 1998 WD | 18 de novembro de 1998  |
| (79382) 1997 GC[6] | 8 de abril de 1997      |
| (85433) 1997 CJ[2] | 13 de fevereiro de 1997 |
| 1. {note label\|codisc\|1\|]] com Valter Giuliani 2. {note label\|codisc\|2\|]] com Augusto Testa 3. {note label\|codisc\|3\|]] com Piero Sicoli 4. {note label\|codisc\|4\|]] com Francesco Manca 5. {note label\|codisc\|5\|]] com Emanuela Galliani 6. {note label\|codisc\|6\|]] com Paolo Chiavenna 7. {note label\|codisc\|7\|]] com Pierangelo Ghezzi |                         |

Marco Cavagna (1958 - 9 de agosto de 2005) foi um astrônomo amador italiano. Durante sua carreira, Cavagna descobriu numerosos asteróides, operando do Osservatorio Astronomico Sormano, na Itália. Um asteróide, o 10149 Cavagna, foi nomeado por causa dele em 1999. Cavagna morreu de um infarto em 9 de agosto de 2005. Há planos de nomear um novo telescópio no Observatório de Sormano em sua homenagem.